# Орляк (дем Долна Джумая)
 Тази статия е за селото в Гърция.  За селото в България вижте Орляк (област Добрич).  
Орляк (изписване до 1945 Орлѣкъ, на гръцки: Στρυμωνικό, Стримонико, катаревуса: Στρυμωνικόν, Стримоникон, до 1927 Όρλιακο, Орляко, катаревуса Όρλιακον, Орлякон) е село в Гърция, Егейска Македония, в дем Долна Джумая (Ираклия), област Централна Македония с 1645 жители (2001).

## География
Селото е разположено на 20 километра западно от град Сяр (Серес) и на 65 километра от Солун, на десния бряг на река Струма (Стримонас) в североизточното подножие на Лахненските планини.

## История

### Средновековие
На 2,5 km югозападно от Орляк, в Лахненските планини, са остатъците от крепостта Кале. Селото е споменато в 1321 година при преброяване на тема Солун: „εις το χωρίον τον Ουρλίακον“ (в село Урляк). Името има българска етимология - от орляк, „множество птици“.

### В Османската империя
Според гръцки източници селото е основано от хора от планината Орляк, Гревенско, Мецово и Мъглен около 1000 година. В XIX век Орляк е смесен българо-турски чифлик в Сярска каза на Османската империя. В 1878 година чифликът е купен от Георгиос Хаджигеоргиос, който привлича в него християни от околните села. В „Етнография на вилаетите Адрианопол, Монастир и Салоника“, издадена в Константинопол в 1878 година и отразяваща статистиката на населението от 1873 г., Орляк (Orliak) е посочено като селище в Сярска каза със 152 домакинства, като жителите му са 130 мюсюлмани и 340 българи.
В 1889 година Стефан Веркович (Топографическо-этнографическій очеркъ Македоніи) пише за Орляк:
| „ | Орляк или Орлек е село християнско-мохамеданско; една църква, една джамия; християните са българи, мохамеданите - турци коняри; отстои на 2 часа от Нигрита, а от Сяр на 5 часа. Разположено е на пътя Сяр - Солун. | “ |

В 1891 година Георги Стрезов пише за селото:
| „ | Орляк, на З от Секавче, при подножието на планината Карадаг (Мавровуни). Старят път за Солун вървял през това село; сега шосето го заобикаля. Тук има ханища за пътници. В Орляк имало фабрика за буби, сега затворена. Една част е чифлик на солунчанина Керим ефенди. Църква, в която се чете гръцки. Серският силогос напоследък обърнал сериозно внимание върху това важно село: поддържа 1 учителка. 70 къщи българе. Има и турци. | “ |

Според Васил Кънчов („Македония. Етнография и статистика“) в началото на XX век Орляк има 600 жители българи и 450 турци.
Всички християни от Орляк са под ведомството на Цариградската патриаршия. По данни на секретаря на Българската екзархия Димитър Мишев („La Macédoine et sa Population Chrétienne“) в 1905 година в Орляк (Orliak) живеят 1560 българи патриаршисти гъркомани, 20 гърци, 66 власи, 12 албанци, 102 цигани. В селото има 1 начално гръцко училище с 2 учители и 32 ученици.
В 1909 година чифликът е продаден на жителите му.

### В Гърция
През Балканската война селото е освободено от части на българската армия, но остава в Гърция след Междусъюзническата война. През Първата световна война селото е на фронтовата линия и жителите му се изселват в Негован и Лъгадина, като след войната в 1918 година се завръщат. Между селата Салтъкли и Орляк съществува британска военно-полева болница, която по-късно става Британско военно гробище. Край Орляк е изградено и британско военно летище.
В 20-те години турското му население се изселва и в селото са заселени бежанци от Турция – 50-60 семейства малоазийски и понтийски гърци и 30 семейства от Източна Тракия (Трапезунд, Самсун, Смирна, Зигди, Кютахия). В 1927 година селото е прекръстено на Стримоникон.
Според преброяването от 1928 година селото е смесено местно-бежанско с 911 жители, от които 40 бежански семейства и 131 души. В 1927 година селото е прекръстено на Стримоникон. В 1930 година е отворено новото училище.
През Втората световна война селото е в германската окупационна зона. Селото пострадва в Гражданската война.
| Име          | Име                 | Ново име       | Ново име       | Описание                                         |
| ------------ | ------------------- | -------------- | -------------- | ------------------------------------------------ |
| Харман търла | Χαρμάν Ταρλάν       | Алони          | Άλώνι          | възвишение в Карадаг на ЮЗ от Орляк (416 m)      |
| Ени махала   | Έρείπια Γενή Μαχαλέ | Ерипия         | Ερείπια        | бивше село в Карадаг на ЮЗ от Орляк              |
| Клисе тепе   | Κλισέ Τεπέ          | Палиоклиси     | Παληοκκλήσι    |                                                  |
| Кулак тепе   | Κουλάχ Τεπέ         | Авти           | Αύτί           |                                                  |
| Исар тепе    | Ίσάρ Τεπές          | Паратиритирион | Παρατηρητήριον |                                                  |
| Чешме дере   | Τσεσμέ Ντερέ        | Врисис Рема    | Βρύσης Ρέμα    | река на З от Орляк, ляв приток на Орляшката река |
| Мал тепе     | Μάλ Τεπέ            | Амбелия        | Άμπέλια        | възвишение на СЗ от Орляк (95 m)                 |
| Мангила      | Μαγγίλα             | Кастри         | Καστρί         | възвишение на ЮИ от Орляк (142 m)                |
| Базник       | Μπαζινίκ            | Агонон         | Άγονον         |                                                  |

### Преброявания
- 1913 – ? души
- 1920 – 669 души
- 1928 – 911 души
- 1940 – 1238 души
- 1951 – 1647 души
- 1961 – 1911 души[4]
- 1971 – 1342 души
- 1981 – 1304 души
- 1991 – 1150 души[16]

## Забележителности
Църквата „Свети Антоний“ е построена в 1703 година. В 1982 година изгаря, но още в същата година е възстановена. В 1972 година до нея е построена църквата „Св. св. Кирил и Методий“.

## Личности
Родени в Орляк
- Ангелос Харистеас (р. 1980), гръцки футболист

Починали в Орляк
- Илия В. Галов, старши подофицер от 3 пехотен полк, убит на 30 септември 1916 г., роден в Ново село, Видинско
- Рудолф фон Ешвеге (1895 – 1917), немски ас от Първата световна война